# Chatham (Schiff, 1788)
Die HMS Chatham war ein Vermessungsschiff der Royal Navy, das die HMS Discovery bei der Expedition von George Vancouver in den Jahren 1791–1795 begleitete. Sie wurde als Handelsschiff auf der King-Werft in Dover gebaut, von der Navy gekauft und am 12. Februar 1788 in Dienst gestellt.

## Die Vancouver-Expedition
Die erste bedeutsame Fahrt führte die HMS Chatham in die Südsee und zu der pazifischen Nordwest-Küste von Amerika. Sie begleitete die Vancouver-Expedition auf ihrer 5-jährigen Reise. Kapitän war Leutnant William Robert Broughton.
Die Reise ging über Kapstadt zur Südküste von Australien, über Neuseeland, Tahiti und Hawaii (früher: Sandwich-Inseln) zur Nordwestküste Nordamerikas bis hinauf nach Alaska. Überwintert wurde abwechselnd in Südkalifornien und Hawaii. 1795 erfolgte die Rückkehr über Kap Hoorn.
Während der Erkundung des Südpazifik im November 1791 entdeckte die Mannschaft eine Inselgruppe, die sie nach ihrem Schiff benannte – Chatham Islands. Im Herbst 1792 war das Schiff mit der Erkundung des Columbia-Flusses beschäftigt, dem es bis zur Columbia River Gorge folgte.
Im November 1792 wurde Kapitän Broughton nach England zurückgeschickt, mit Briefen und um neue Instruktionen für die Expedition einzuholen. Neuer Kapitän wurde Leutnant Peter Puget, dem die Entdeckung des Puget Sound zu verdanken ist und der später noch eine bemerkenswerte Karriere machte.
1797 wurde das Schiff in Deptford repariert und die Schäden ausgebessert, die während seiner langen Reise aufgetreten waren. Die HMS Chatham blieb in Dienst bis 1830 und wurde schließlich in Jamaika verkauft.